# Абд аль-Малік (султан Марокко)
Абд аль-Малік ібн Ісмаїл (араб. عبد الملك بن إسماعيل; нар. 1696 — 2 березня 1729) — 4-й султан Марокко з династії Алауїтів з 13 березня до 18 липня 1728 року. За різними підрахунками відомий як Абд аль-Малік I, Абд аль-Малік II чи Абд аль-Малік III (перше від правління Алауїтів, два других з урахування династії Саадитів).

## Життєпис
Син султана Мулая Ісмаїла. Народився 1696 року в Мекнесі. 1700 року призначається намісником (каліфа) провінції Драа. Але невдовзі повалений зведеним братом Насіром. 1707 року після вбивства старшого брата Зідана призначається спадкоємцем трону та намісником Суса.
Здобув широку прихильність суфіїв та очільників різних завій. Але через незалежність Абд аль-Маліка та насамперед відмову пересилати данину до столиці у 1718 році позбавлений статусу спадкоємця, який отримав інший зведений брат Ахмад. У 1727 році після смерті батька останній успадкував трон. Втім 13 березня за допомогою гегритянської гвардії (абід аль-бухарі) Абд аль-Малік повалив брата, ставши султаном.
Проте невдовзі новий султан розгиркався з адіб аль-бухарі, зменшивши тим платню. Планував зменшити вплив цієї гвардії та джайш аль-убайд, оскільки вбачав в їх військовій потузі небезпеку для себе. Абд аль-Малік планував створити більш професійну армію без опору на один якійсь народ. В результаті абід аль-бухарі та джайш аль-убайд виступили проти султана. 
Але 18 липня 1728 року, незважаючи на посередництво шаріфа Мулай ат-Таїба, шейха тарики (суфійського братства) Уеззана (ВАззанійя), мусив залишити Мекнес, столицю Марокко, втім продовжив боротьбу. Зрештою домовився з Ахмадом, щодо отримання частини держави з Фесом. Втім невдовзі вирішив влаштувати змову проти Ахмад, був викритий, схоплений та страчений 1729 року.